# Luz Adriana Tovar
Luz Adriana Tovar (Herveo, Tolima de 1983), é uma ciclista colombiana de pista e rota.

## Palmarés em pista
- 2010
  - Campeonato da Colômbia de Pista
    -  Prata em Perseguição por equipas
    -  Prata em Corrida por pontos

- 2011
  - Campeonato da Colômbia de Pista
    -   Ouro em Perseguição por equipas
    -  Bronze em Corrida por pontos

  - Campeonato Pan-Americano de Ciclismo em Pista
    -  Bronze em Perseguição por equipas

## Palmarés em estrada
- 2008
  - Volta Feminina a Guatemala

- 2010
  - Clássica Nacional Cidade de Anapoima
  - 2.ª no Campeonato da Colômbia Contrarrelógio

- 2011
  - 1 etapa do Tour Feminino da Colômbia[1]

- 2012
  - 3.ª no Campeonato da Colômbia Contrarrelógio

- 2013
  - 2.ª no Campeonato da Colômbia Contrarrelógio

- 2015
  - Volta a Cundinamarca feminina

- 2016
  - 3.ª no Campeonato da Colômbia Contrarrelógio 
  - Campeonato da Colômbia em Estrada

- 2017
  - 2.ª no Campeonato da Colômbia Contrarrelógio

- 2019
  - Volta ao Tolima Feminina[2]